# Józef Lipski (Diplomat)

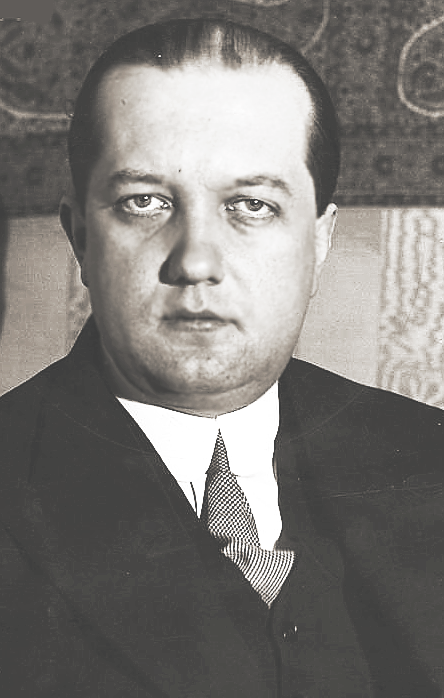
Józef Lipski, polnischer Botschafter

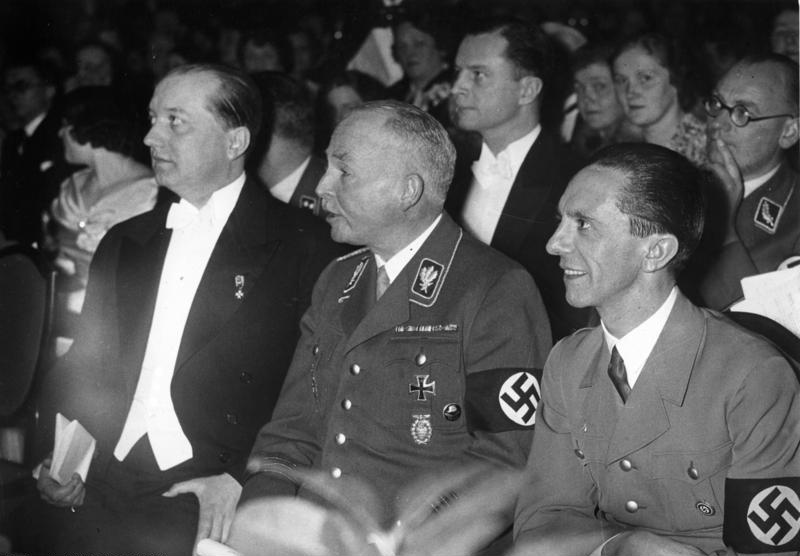
Józef Lipski (links) mit Carl Eduard von Sachsen-Coburg und Gotha (Mitte) und Joseph Goebbels (1935)

Józef Lipski (* 5. Juni 1894 in Breslau; † 1. November 1958 in Washington, D.C.) war ein polnischer Politiker und Diplomat.

## Leben
Józef Lipski trat 1919 in den diplomatischen Dienst ein und war vom 3. Juli 1933 bis zum 28. Oktober 1934 polnischer Gesandter, vom 29. Oktober 1934 bis zum 1. September 1939  polnischer Botschafter in Berlin. Er unterzeichnete mit Konstantin Freiherr von Neurath am 26. Januar 1934 den deutsch-polnischen Nichtangriffspakt. Im September 1938 reagierte er auf einen Vorschlag Hitlers, Juden aus Deutschland, Polen und Ungarn zu deportieren (Madagaskar-Plan) mit dem Satz, man würde Hitler hierfür ein Denkmal in Warschau errichten.
Nach Beginn des Zweiten Weltkriegs meldete er sich als Freiwilliger in der polnischen Armee in Frankreich. Von 1941 bis 1945 amtierte er als Generalsekretär des Außenministeriums der polnischen Exilregierung in London.
1947 emigrierte er in die USA, von wo aus er sein Amt weiter ausübte. Lipski starb 64-jährig in Washington, D.C.